# Cellograf-Simp
Cellograf-Simp o Cellograf è stata un'agenzia pubblicitaria italiana ed azienda tipografica, litografica e serigrafica di stampa e distribuzione materiale pubblicitario, copertine e dischi in vinile e carte telefoniche.
Si è anche occupata della distribuzione delle case discografiche Phonocolor e Style, sue consociate. Era una società per azioni. Il suo logo più recente corrispondeva alla scritta "cellograf simp" in caratteri corsivi rossi, ognuno dei quali era rinforzato dalla propria ombra.

## Storia
Fu fondata negli anni venti del novecento con il nome Società Industrie Grafiche Cellograf, a Milano, da Natale Sciascia, con l'obiettivo di effettuare stampe su celluloide. La sua produzione si estese presto all'oggettistica pubblicitaria commissionata da diverse aziende per l'esposizione (targhe pubblicitarie arricchite da calendari a strappo o termometri) presso i negozi ed i punti di somministrazione. Innumerevoli sono le aziende per le quali la Cellograf ha preparato targhe pubblicitarie, oggi pressoché tutte estinte (il Biscottificio Gamberini,  Successivamente, la produzione si estese anche ad espositori ed oggetti retail omaggio o in vendita (adesivi, carte da gioco). Tale produzione diminuì progressivamente nel corso degli anni ottanta, fino a cessare completamente alla fine del decennio, quando l'attenzione si era spostato sul settore delle schede magnetiche e carte telefoniche.

## La Cellograf s.r.l. Fusione e chiusura.
Nell'ultima parte della propria esistenza quale persona giuridica, la Cellograf Simp si specializzò nel disegno e nella tecnologia per la produzione e stampa delle carte telefoniche, il cui principale cliente fu Sip, poi Telecom Italia. In tale periodo, venne fondata una società ad hoc, la Cellograf s.r.l., poi fusa per incorporazione - nel 1992 - con la Cellograf Simp s.p.a., che aveva cessato le proprie attività. La sede era stata nel frattempo trasferita da via Maffucci 18 in Milano, area venduta a privati ed abbattuta per essere riconvertita a residenziale, a via Monte Spluga 58 in Baranzate di Bollate, dove si trovavano una struttura e macchinari adeguati. Presso questo stabilimento l'azienda si occuperà di preparare e stampare le schede telefoniche a consumo per la Sip, poi Telecom Italia.
Incorporata dalla De La Rue Systems s.r.l. di Milano nel 1998, dopo un'ultima commessa nel 1999, risulta aver cessato - con le stampe cartografiche del 2000 - ogni attività a proprio nome, mentre gli asset e gli stabilimenti risultano in uso ad altre aziende.
Durante la sua esistenza, provvide anche a brevettare una serie di oggetti pubblicitari dalle molteplici funzioni. Negli anni settanta tentò anche l'espansione all'estero (nel 1978 fu la volta di un termometro nascosto all'interno di strutture multistrato, brevettato presso il Patent Office statunitense).

## Produzione e distribuzione discografica
Alla fine degli anni cinquanta, con la creazione della casa discografica ed etichetta Phonocolor, la Cellograf, oltre a produrre i vinili e le copertine, si occupò del processo di distribuzione. In prosecuzione della propria attività pubblicitaria, vennero stampati conto terzi anche i primi "picture disc", flexy disc monofacciali promozionali di oggetti ed aziende diverse, contenenti canzoni in voga all'epoca e incise su licenza (quale il 45 giri di pubblicità degli indumenti intimi Jantzen, edito in occasione del Concorso Nazionale 1960, per Miss Italia e Miss Cinema!, con incisa Arrivederci Roma di Renato Rascel, interpretata da altri artisti, nonché dischi per la British Petroleum, il Brodo Brueg, Invernizzina della Invernizzi ed alcuni enti religiosi). L'attività di distribuzione dei dischi Phonocolor, proseguì poi negli stabilimenti di Milano, con la casa discografica Style - erede della prima -  e fino alla chiusura di quest'ultima, alla fine degli anni settanta.